# Pierre Degeyter

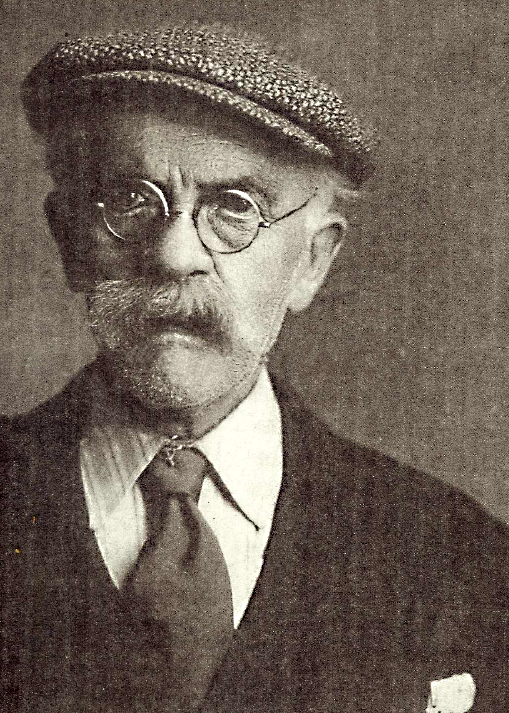
Pierre Degeyter

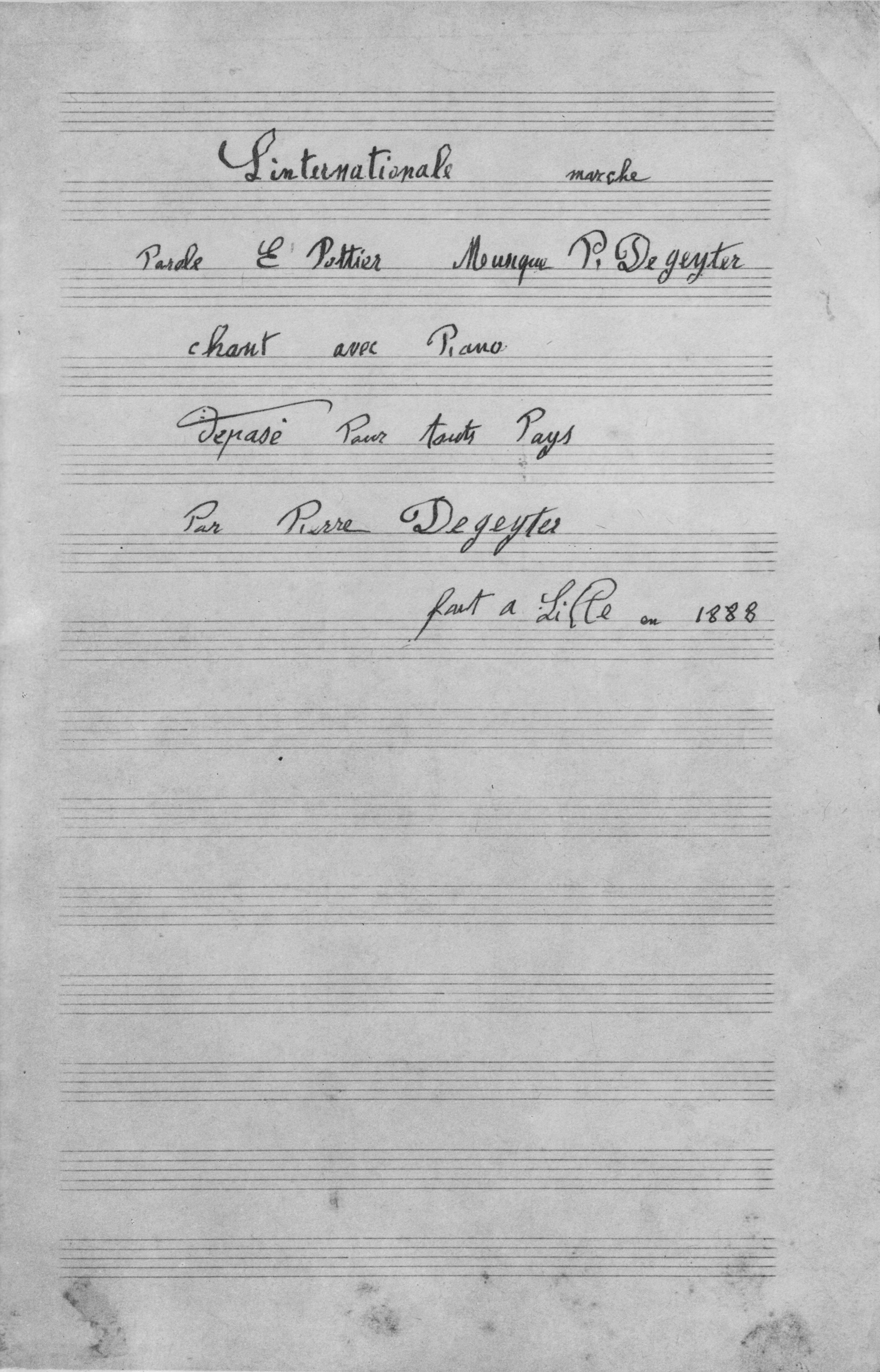
Faksimile (Titelseite) eines Autographen nach 1906 von „Die Internationale“

Pierre Chretien Degeyter (* 8. Oktober 1848 in Gent, Belgien; † 26. September 1932 in Saint-Denis, Frankreich) war ein belgisch-französischer Sozialist, später Kommunist, und Liedermacher. Er komponierte 1888 in Lille, Frankreich, die Musik des Arbeiterlieds Die Internationale.
Degeyters Eltern zogen von Frankreich nach Gent, wo sie in der Textilindustrie arbeiteten. Als er sieben Jahre alt war, zog die Familie wieder nach Frankreich und ließ sich in Lille nieder. Im Alter von 16 Jahren besuchte er Zeichenstunden an der dortigen Akademie, um dann als Holzschnitzer zu arbeiten. Später nahm er Musikunterricht und wurde Mitglied im Arbeiterchor La Lyre des Travailleurs, den Gustave Delory, ein Führer der Sozialisten in Lille, gründete.
Am 15. Juli 1888 bat Delory Degeyter, Melodien für verschiedene Revolutionslieder zu komponieren, die bei den Sozialisten von Lille populär waren. Darunter war auch ein Text von Eugène Edine Pottier, der bis dahin immer auf die Melodie der Marseillaise gesungen wurde. Degeyter schuf an einem Sonntagmorgen die neue Melodie zur „Internationalen“, die der Chor Lyre des Travailleurs bei der jährlichen Feier der Zeitungsverkäufer aufführte. Um seinen Arbeitsplatz zu sichern, wurde der Vorname des Komponisten nicht erwähnt; dennoch geriet er auf die Schwarze Liste und verlor seinen Arbeitsplatz. Mit Gelegenheitsarbeiten schlug er sich durchs Leben, bis er 1902 mit Frau und Tochter nach Saint-Denis bei Paris zog.
Degeyter hatte sich sein Urheberrecht nicht sichern lassen, so dass später (1904) sein Bruder Adolphe behauptete, der Komponist zu sein, und er lange keine Tantiemen erhielt. 1928 wurde er in die Sowjetunion, die damals die Internationale als Hymne nutzte, gemeinsam mit Käthe Kollwitz als Ehrengast eingeladen. Er erhielt nun eine geringe Staatspension, die aber – ebenso wie eine freie Wohnung in Saint-Denis und die spärlichen Tantiemen für weitere Kompositionen zu den Liedern „L'Insurgé“ und „En avant la Classe Ouvrière“ – seine Lebensumstände nicht bessern konnte.